# Zuna
Zuna est un hameau situé dans la commune néerlandaise de Wierden, dans la province d'Overijssel. En 2006, Zuna comptait environ 300 habitants.